# Heuliez GX 107
De Heuliez GX 107 is een bustype van de Franse busfabrikant Heuliez Bus. De GX 107 is beschikbaar als tweedeurs- en driedeursversie en is in 1994 opgevolgd door de GX 317 en in 1996 definitief door de GX 217.

## Eigenschappen
Eind 1984 werd de GX 107 in samenwerking met Renault ontwikkeld. De bus werd ontworpen op een Renault PR-100-chassis. Hierdoor heeft de bus dezelfde eigenschappen als de Renault PR 100. Er waren twee generaties geproduceerd en zijn vooral te herkennen aan de voorruit. De eerste generatie heeft een meer vierkante rand bij de voorruit en de tweede generatie heeft een rondere rand bij de voorruit.

## GX 113
Op basis van de GX 107 werd speciaal voor Marseille een nieuw bus ontwikkeld. Dit werd de GX 113.

## Inzet
Dit bustype komt vooral voor in Frankrijk. In totaal werden 2113 exemplaren verkocht.
| Bedrijf        | Aantal    | Series    | Inzet            | Opmerking                  |
| Frankrijk      | Frankrijk | Frankrijk | Frankrijk        | Frankrijk                  |
| -------------- | --------- | --------- | ---------------- | -------------------------- |
| CTPM           | 57        | 300–346   | Perpignan        |                            |
| CTPM           | 7         | 1002-1008 | Perpignan        |                            |
| CTPM           | 3         | 1012-1014 | Perpignan        |                            |
| Impulsyon      | 2         | 12-13     | La Roche-sur-Yon |                            |
| Impulsyon      | 5         | 35-39     | La Roche-sur-Yon |                            |
| Keolis Brest   | 2         | 190-191   | Brest            |                            |
| Keolis Brest   | 2         | 194-195   | Brest            |                            |
| Réseau Mistral | 30        | 51–80     | Toulon           | 51–61 zijn afgevoerd 62–80 |

## Verwante bustypes
- Heuliez GX 77H; Midibus versie
- Heuliez GX 113; Stadsbus versie voor Marseille
- Heuliez GX 187; Gelede versie
- Heuliez TRIBUS GX 237; Dubbelgelede versie

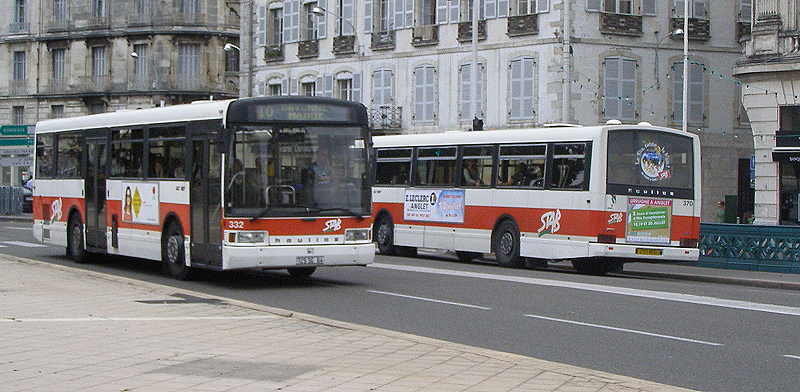
Eerste generatie GX 107
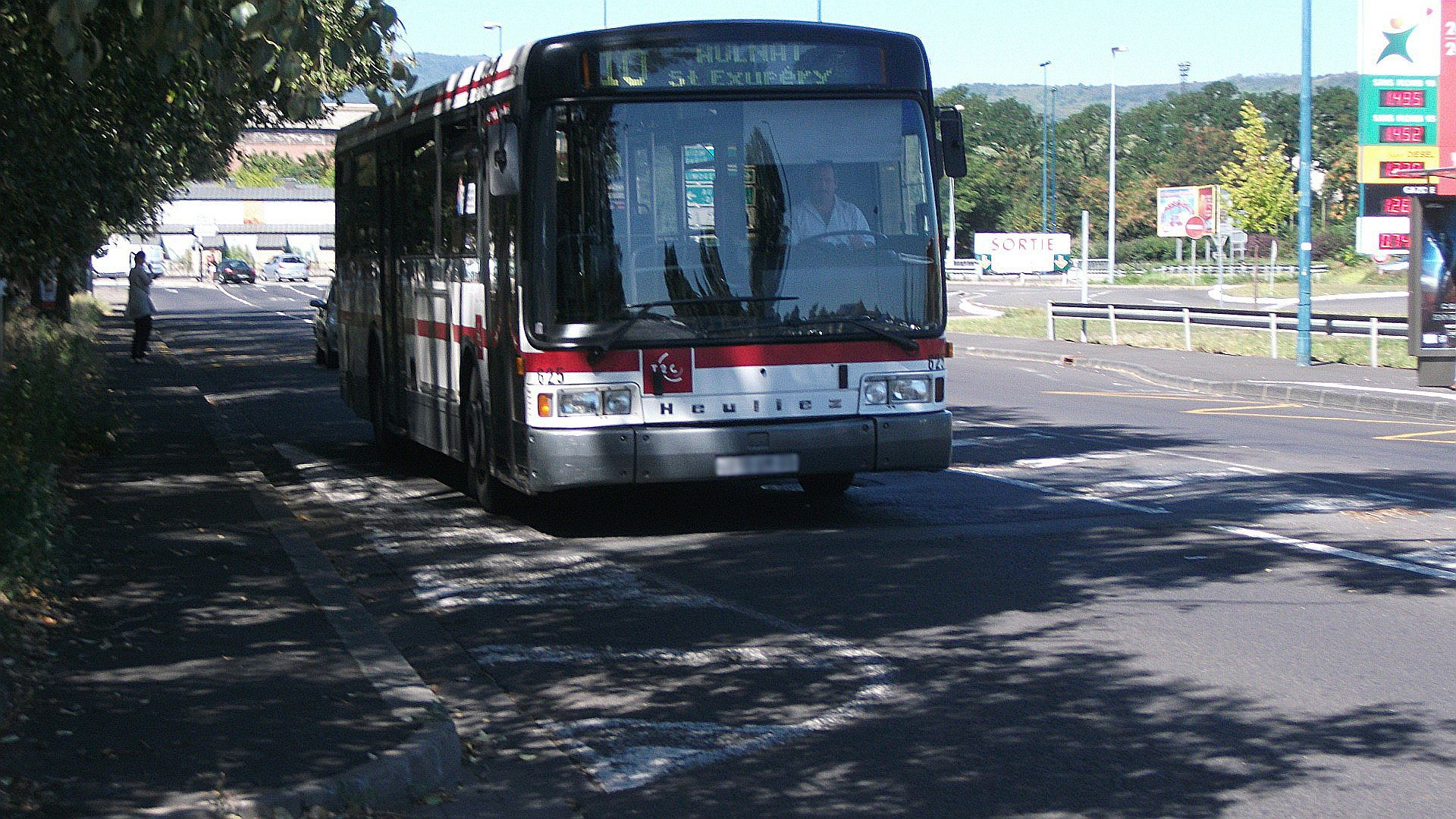
Tweede generatie GX 107